# Pieyre-Alexandre Anglade
Pieyre-Alexandre Anglade (París, Francia, 2 de noviembre de 1986) es un político francés. Miembro de La República en Marcha Es electo diputado el 18 de junio de 2017 por el cuarto distrito electoral de los franceses desde el extranjero para representar a la comunidad francesa establecida en el Benelux (Bélgica, Países Bajos y Luxemburgo).

## Biografía
Licenciado en historia y geopolítica, estudió en la Sorbona y en Sciences Po Strasbourg donde obtuvo una maestría en Relaciones Internacionales y Asuntos Europeos.
Trabajó durante cuatro años con Nathalie Griesbeck, eurodiputada francesa, luego se convirtió en jefe de gabinete de Pavel Telička, diputado europeo checo y uno de los vicepresidentes del Parlamento Europeo.
Nunca había integrado un partido político antes de su compromiso con La República en Marcha a principios de 2016.
El 18 de junio de 2017 fue elegido diputado del cuarto distrito electoral de franceses en el extranjero para representar a la comunidad francesa establecida en el Benelux (Bélgica, los Países Bajos y Luxemburgo).
Desde su elección en junio de 2017, fue nombrado Vicepresidente del Comité de Asuntos Europeos y miembro de la Comisión de la Asamblea Nacional de la Defensa Nacional y las Fuerzas Armadas. En este marco, es el ponente sobre Europa de Defensa y su articulación con la Organización del Tratado del Atlántico Norte.
Se sienta en la delegación francesa de la Asamblea Parlamentaria del Consejo de Europa.

Pieyre-Alexandre Anglade participa en el trabajo realizado por la Oficina de la Asamblea Nacional francesa sobre la reforma de una nueva Asamblea Nacional. Como tal, contribuye al trabajo de la organización parlamentaria y los derechos de la oposición. En diciembre del mismo año, fue nombrado coordinador de la "task force" para implementar la estrategia de La République en marche ! para las elecciones europeas de 2019, expresando lo siguiente:
«El Parlamento Europeo no debe ser la segunda división de la política francesa. Debemos enviar representantes elegidos competentes como lo hace Alemania.»